# Серкадо (провинция, Оруро)
Серкадо (исп. Provincia de Cercado, кечуа Uru Uru pruwinsya) — одна из 16 провинций боливийского департамента Оруро. Площадь составляет 5162 км². Население по данным на 2001 год — 241 230 человек; плотность населения — 46,7 чел/км². Столица — город Оруро.

## География
Провинция расположена в северной части департамента. Протянулась на 135 км — с севера на юг и на 105 км — с запада на восток. В административном отношении делится на 4 муниципалитета:
- Оруро
- Каракольо
- Эль-Чоро
- Соракачи

## Население
96,7 % населения Серкадо владеет испанским; 43,3 % — владеет языком кечуа; 25,5 % — языком аймара. В сельском хозяйстве занято 16,3 % населения. Католицизм исповедуют 83 % населения, протестанты — 13,5 %.